# برنامج ديسكفري
برنامج ديسكفري من ناسا هو عبارة عن سلسلة من البعثات الفضائية العلمية الأمريكية ذات التكلفة المنخفضة والمركزة للغاية التي تستكشف النظام الشمسي. تأسست في عام 1992 لتنفيذ رؤية مدير ناسا آنذاك (دانيال غولدين) حول بعثات استكشاف الكواكب وهي «أسرع وأفضل وأرخص» . تختلف بعثات الاكتشاف عن بعثات ناسا التقليدية والتي تكون فيها الأهداف والغايات محددة مسبقا. وبدلا من ذلك، تقترح هذه البعثات ذات التكلفة القصوى ويقودها عالم يدعى المحقق الرئيسي. وقد تشمل فرق الاقتراح أشخاصا من الصناعة والشركات الصغيرة والمختبرات الحكومية والجامعات. وهدف كل من بعثات ديسكفري المكتملة هي تحقيق العلم الرائد وإضافة إلى حد كبير في المعرفة حول النظام الشمسي.
في 4 يناير 2017 أعلنت وكالة ناسا أن اختيار مهمة الاكتشاف المقبل شملت الاختيار المزدوج من '' لوسي ''، لزيارة العديد من الكويكبات ليكون الاستكشاف الثالث عشر والرابع عشر على التوالي

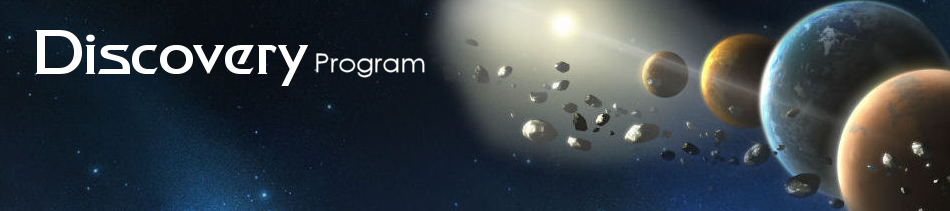
شعار برنامج ديسكفري (كانون الثاني / يناير 2016) على موقع الويب

## تاريخ

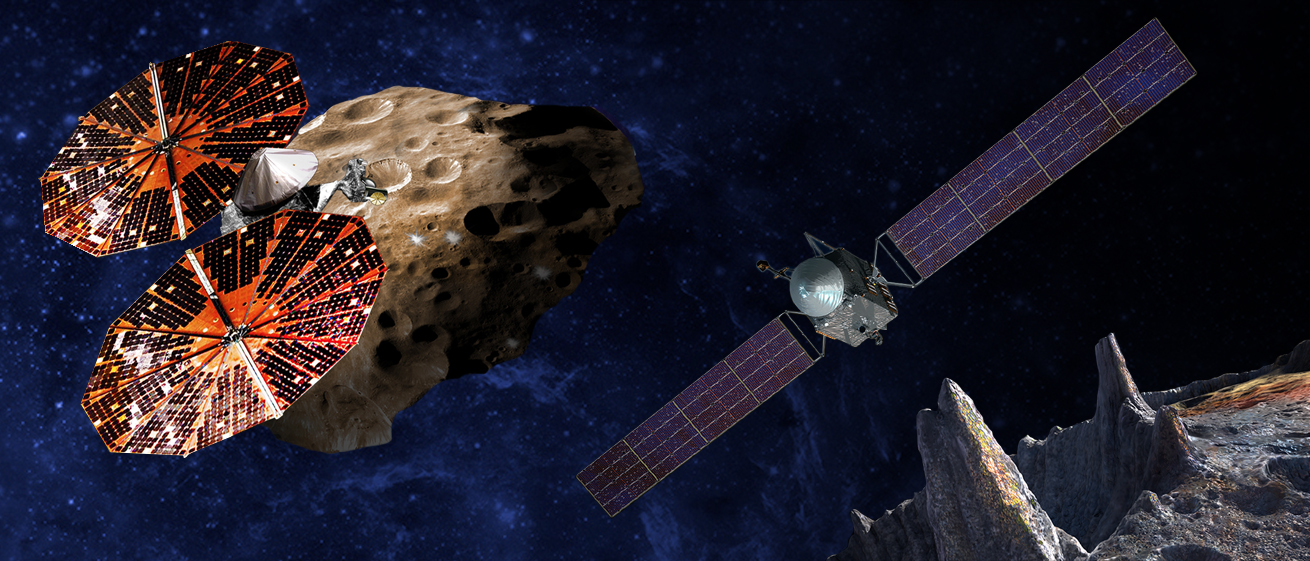
تصوير مهمتي لوسي وسايكي.

في عام 1989، بدأ قطاع استكشاف المجموعة الشمسية بوكالة ناسا في تحديد إستراتيجية جديدة لاستكشاف المجموعة الشمسية حتى عام 2000. وتضمنت هذه الاستراتيجية مجموعة للمهمات الصغيرة، والتي كانت تبحث في المهمات التي ستكون ذات تكلفة منخفضة وستسمح بتقديم حلول للقضايا العلمية المركزة في وقت أقصر مقارنةً بالبرامج الحالية. وطلبت ناسا بعد ذلك إجراء دراسات سريعة على المهمات المحتملة وتعهدت ناسا بتمويلها في عام 1990. أُطلق على هذا البرنامج الجديد اسم «ديسكفري».
قيمت المجموعة العديد من التصورات التي يمكن أن تُطبق بصفتها برامج للمهمات الفضائية منخفضة التكلفة، واختارت المجموعة مركبة شوميكر للالتقاء بالكويكبات القريبة من الأرض (NEAR) لتكون المهمة الأولى.
أصبحت مركبة NEAR أول مركبة تُطلق ضمن برنامج ديسكفري يوم 17 فبراير 1996. وأُطلقت المهمة الثانية، مركبة مارس باثفايندر، في يوم 4 ديسمبر 1996، وكانت تحمل على متنها مركبة سوجورنر الجوالة إلى كوكب المريخ.

## الاقتراحات والتصورات
بالرغم من ضمان التمويل غالبًا، كانت هناك آلية لاختيار المهمات من بين تصورات قد تصل إلى 20 تصورًا. وتُطوَّر هذه التصورات أحيانًا، ثم يُعاد اقتراحها مرةً أخرى في برنامج آخر أو عملية اختيار أخرى بنفس البرنامج. وتعتبر مهمة سوس-يوري مثالًا على ذلك، إذ إنها فشلت في اجتياز عملية الاختيار لصالح المهمة الناجحة ستارداست، ولكن أُطلقت هذه المهمة في النهاية باسم «جينيسيز»، كما أُطلقت مهمة شبيهة بمهمة «إنسايد» التصورية باسم جونو ضمن برنامج الحدود الجديدة. نُفذت بعض هذه التصورات إلى أن أصبحت مهمات فعليةً، أو طُورت تصاميم مشابهة لها في النهاية لتكون ضمن برنامج آخر للمهمات الفضائية. وتعتبر هذه القائمة مزيجًا من الاقتراحات الحالية والسابقة.
تضم الأمثلة الإضافية على اقتراحات مهمات برنامج ديسكفري ما يلي:
- ويبل، وهو مرصد فضائي مخصص لرصد أجرام سحابة أورط باستخدام طريقة العبور الفلكي.
- مراقب براكين القمر آيو
- واثب المذنبات (CHooper)
- تيتان ماري إكسبلورر (TiME)
- سوس-يوري، وهي مهمة شبيهة بمهمة جينيسيز اللاحقة.[5]
- هيرميس، وهي مركبة مدارية حول كوكب عطارد.[6] (وهي شبيهة بمركبة ماسنجر المدارية حول عطارد).
- إنسايد جوبيتر، وهي مركبة مدارية كانت تهدف إلى تخطيط مجال الجاذبية والمجال المغناطيسي لكوكب المشتري بغرض دراسة البنية الداخلية لهذا الكوكب العملاق.[7] طُور هذا التصور بعد ذلك إلى أن نُفذ في مهمة جونو الخاصة ببرنامج الحدود الجديدة.[8]
- مرصد داست، وهو مرصد فضائي لقياس الخصائص المتنوعة للغبار الكوني القادم إلينا.[9] سيدمج هذا المرصد بين مستشعر للمسار ومطياف للكتلة حتى يتمكن من تحليل العناصر، وحتى النظائر، التي تدخل في تركيب الغبار.[9]
- أوسايرس (الأصول، والتفسير الطيفي، وتحديد الموارد، والأمن)، وكان تصورًا لمهمةً رصد للكويكبات وإحضار العينات منها، واُختير هذا التصور في عام 2006 لإجراء المزيد من الدراسات عليه.[10] طُور هذا التصور بعد ذلك إلى أن أُطلق في 8 سبتمبر 2016 باسم «أوسايرس ركس» ضمن برنامج الحدود الجديدة.[11]
- الرحلة الكبيرة للأجرام الصغيرة، وهي مهمة التقاء بالكويكبات. استعرض هذا التصور الأهداف المحتملة للمهمة التي أصبحت باسم NEAR للكويكب 4660 نيريوس والكويكب 2019 فان ألبادا.[12] أُخذت بعض الأهداف الأخرى في الاعتبار لتكون أهدافًا لمهمة أخرى شاملة، وتضمنت هذه الأهداف مذنب إنكي (2P)، والكويكب 433 إروس، والكويكب 1036 غانيميد، والكويكب 4 فيستا، والكويكب 4015 ويلسون-هارنغتون (1979 VA).[12] (زارت مركبة NEAR الكويكب 433 إروس، بينما زارت المركبة «دون» كويكب 4 فيستا).
- مركبة الالتقاء بذؤابة المذنبات وإحضار العينات، وهي مركبة فضائية صُممت لتلتقي بأحد المذنبات، ثم تقوم بعمليات رصد شاملة داخل ذؤابة هذا المذنب (ولكنها لن تهبط عليه)، وبعدها ستجمع المركبة بعض العينات من الذؤابة لتعود بها إلى الأرض حتى يتمكن العلماء من دراستها.[13] (أنظر أيضًا ستارداست (مسبار فضائي)).
- ميكرو إكسو إكسبلورر، وهي مهمة ستستغل نوعًا جديدة من الدفع الكهربائي الصغير، يُعرف باسم «دفع رذاذ الموائعيات الكهربي الصغير» للسفر إلى أحد الأجرام القريبة من الأرض وجمع البيانات الهامة.[14]

### مهمات كوكب المريخ
- باسكال، وهي مهمة لشبكة مناخ كوكب المريخ.[15]
- موادي، أو دينامية وطاقة وتطور الغلاف الجوي العلوي للمريخ (MUADEE)، وهي مهمة شبيهة بمهمة «مافن» ضمن برنامج كشف المريخ.[16]
- مسَّاح القمر فوبوس، وهو تصور لمهمة مركبة مدارية إلى قمر فوبوس المريخي، والتي ستقوم أيضًا بإطلاق مركبات جوالة خاصة إلى بيئة هذا القمر منخفضة الجاذبية.
- بيكروس (PCROSS)، وهي مهمة شبيهة بمهمة إلكروس (LCROSS) ولكنها ستكون إلى القمر فوبوس.[17]
- ميرلين، وهي مهمة ستضع مركبة هبوط على سطح القمر المريخي ديموس.[18]
- مهمة الهبوط المتعدد على أقمار المريخ (M4)، وهي مهمة ستقوم بعدد من عمليات الهبوط على القمرين المريخيين؛ فوبوس، وديموس.[19]
- هول، وهي مهمة لإحضار العينات من القمرين فوبوس وديموس.[20]
- علاء الدين، وكانت مهمةً ضمن برنامج ديسكفري لإحضار العينات من فوبوس وديموس.[21] اُختيرت هذه المهمة في عملية الاختيار لبرنامج ديسكفري عام 1999، وخُطط أن يكون إطلاقها في عام 2001، وأن تعود بالعينات بحلول عام 2006.[22] خُطط أن يكون جمع العينات عن طريق إطلاق قذائف على القمرين، ثم جمع المقذوفات المنطلقة منهما باستخدام مركبة فضائية جامعة تُحلق بالقرب من القمرين.[22]
- وثاب فوارات المريخ الحارة، وهي مركبة هبوط ستعمل على دراسة فوارات ثاني أكسيد الكربون الربيعية الحارة على كوكب المريخ،[23][24] والموجودة حول القطب الجنوبي للكوكب.
- ماجيك (التصوير الجيولوجي للمريخ على مقياس السنتيمتر)، وهي مركبة مدارية ستقدم صورًا لسطح كوكب المريخ بمقياس 5 إلى 10 سنتيمترات لكل بيكسل، ما سيسمح بتحليل السمات السطحية الصغيرة للكوكب، والتي تتراوح أطوالها بين 20 إلى 40 سنتيمترًا[25]
- ريد دراغون، وهي مركبة هبوط وإحضار عينات من كوكب المريخ.[26]

### مهمات القمر
- مهمة إحضار العينات من حوض أيتكين (القطب الجنوبي). لا يوجد نموذج جيولوجي يفسر جميع خصائص هذه المنطقة بشكل كافٍ، وهناك خلافات جوهرية حول هذه المنطقة.[27]

- إكسومون، وهي مهمة دراسة في الموقع على قمر كوكب الأرض.[28]
- مهمة PSOLHO، وهي مهمة ستستخدم القمر باعتباره حاجبًا للبحث عن الكواكب خارج المجموعة الشمسية باستخدام طريقة الاحتجاب.[29]
- لونيت، وهي مركبة هبوط قمرية.[30]
- مركبة الهبوط القمرية المزدوجة، وهي مهمة جيوفيزيائية إلى القمر.[31]

### مهمات كوكب الزهرة
- مسبار الزهرة المتعدد، وهي مهمة اقتُرح إطلاقها في عام 1999، وتتضمن هذه المهمة إسقاط 16 مسبارًا جويًا إلى كوكب الزهرة، على أن تسقط هذه المسابير ببطء حتى تصل إلى سطح الكوكب، لتقوم بقياسات خاصة بالضغط ودرجة الحرارة.[5]
- فيسبر، وكان تصورًا لمركبة مدارية حول كوكب الزهرة مختصة بدراسة الغلاف الجوي للكوكب.[32][33][34] كان هذا التصور واحدًا من بين ثلاثة تصورات ستحصل على التمويل لإجراء دراسات متقدمة في عملية الاختيار لبرنامج ديسكفري عام 2006.[33] كان تصور أوسايرس وغريل التصورين الآخرين، واُختيرت المهمة غريل في النهاية واستمر العمل عليها حتى إطلاقها.[10]
- في-ستار (استهداف، وجمع، والعودة بالعينات من كوكب الزهرة)، وهي مهمة إحضار عينات من الغلاف الجوي لكوكب الزهرة.[35][36] اقتُرحت هذه المهمة ضمن برنامج ديسكفري لإحضار العينات من الغلاف الجوي العلوي للزهرة نظرًا للصعوبات الواضحة أمام إحضار العينات من سطح هذا الكوكب.[35] ستكون المهمة شبيهةً بمهمة ستارداست إلى حد ما، ولكنها ستستخدم مسارًا حرًا للعودة (لن تدخل المركبة في مدار حول كوكب الزهرة).[35]
- فيفا (استكشاف براكين الزهرة وغلافه الجوي)، وهو مسبار جوي لكوكب الزهرة.[37] وسيكون محور المهمة رحلةً جويةً لمدة سبعة أيام بواسطة منطاد يحلق عبر الغلاف الجوي للكوكب، وسيكون المنطاد مصاحبًا لعدة مسابير صغيرة، وستسقط هذه المسابير إلى الطبقات المنخفضة من الغازات الجوية السميكة للكوكب.[37]
- فينوس باثفايندر، وهي مركبة هبوط طويلة الأمد على كوكب الزهرة.[38]
- ريفين، وهي مركبة تخطيط راداري مدارية حول كوكب الزهرة.[39]
- فالور، وهي مهمة لدراسة الغلاف الجوي للزهرة بواسطة منطادين. سيُبحر المنطادان حول كوكب الزهرة على مدار ثمانية أيام أرضية.[40]
- طائرة الزهرة، وهي رحلة جوية روبوتية عبر الغلاف الجوي للزهرة باستخدام طائرة طويلة الأمد تعمل بالطاقة الشمسية. ستحمل هذه الطائرة حمولةً علميةً بكتلة 1.5 كيلوغرام ويجب أن تكون قادرةً على مواجهة الرياح العنيفة، والحرارة، والغلاف الجوي الأكَّال للكوكب.[41]
- مركبة الإبحار البري الجوالة للزهرة، وهو تصور لمركبة جوالة ستحصل على قوة دفعها من قوة الرياح الواقعة على أشرعتها الرأسية. وُضع هذا التصور في عام 2012، وأحرز المشروع تقدمًا منذ ذلك الحين في تطوير المكونات الإلكترونية التي ستسمح للمركبة بالعمل لمدة 50 يومًا على سطح كوكب الزهرة دون نظام للتبريد.[42]

## اقرأ أيضاً
- قائمة مدراء ونواب وكالة ناسا
- دانيال غولدين
- مركز هارفارد-سميثونيان للفيزياء الفلكية
- تاكسي الفضاء (ناسا)
- منشأة ناسا للحواسيب الفائقة

## وصلات خارجية
- الصفحة الرئيسية لموقع ناسا
- تلفاز ناسا
- مقاطع فيديو من موقع ناسا